# Jean-Baptiste Gail
Jean-Baptiste Gail, född den 4 juli 1755 i Paris, död där den 5 februari 1829, var en fransk klassisk filolog.
Gail var professor i grekiska litteraturen vid College de France samt medlem av Institutet och konservator vid kungliga bibliotekets handskriftsavdelning. Han utgav en mängd grekiska författare (Homeros, Herodotos, Xenofon, Theokritos med flera), översatte Thukydides med flera samt offentliggjorde åtskilliga andra förtjänstfulla arbeten, bland annat det rikhaltiga samlingsverket Le philologue, ou recherches historiques, géographiques, militaires et cetera (1814–1818, 22 band) och Géographie d'Hérodote (1823). Hans många skrifter har, trots att de lider av en viss ytlighet, varit av stor betydelse för grekiskans studium i Frankrike. Hans maka, Edmée Sophie Garre (1775–1819), komponerade flera operor och romanser med mera. Deras son Jean-François Gail (1795–1845) gjorde sig även han ett namn som grecist.